# Eiseliana koehleri
Eiseliana koehleri är en fjärilsart som beskrevs av Ajmat de Toledo 1978. Eiseliana koehleri ingår i släktet Eiseliana och familjen juvelvingar. Inga underarter finns listade i Catalogue of Life.